# The Islamic Foundation
Die Islamic Foundation (Islamische Stiftung) von Leicester wurde 1973 gegründet. Sie hat ihren Sitz in der Ratby Lane in Markfield, Leicestershire, Vereinigtes Königreich, und ist nach eigenen Aussagen eine auf die Bereiche Forschung, Bildung und Publikation spezialisierte Institution. Sie gibt auch Bücher und islamische und politische Texte für Kinder und Jugendliche heraus. Das ihr angeschlossene College steht unter Leitung von Khurshid Ahmad, der gleichzeitig Vizepräsident der von Abu Ala Maududi gegründeten Jamaat-e-Islami in Pakistan ist. Khurram Murad (1932–1996) war ein früherer Direktor der Foundation, Ahmad von Denffer zählte zu ihren Mitarbeitern.